# اسامه فیصل
اسامه فیصل (عربی: أسامة فيصل أحمد عبد الهادي الدرعاوي؛ زادهٔ ۱ ژانویهٔ ۲۰۰۱) بازیکن فوتبال است که در حال حاضر برای باشگاه ورزشی زمالک بازی می‌کند. 
از باشگاه‌هایی که در آن بازی کرده است می‌توان به باشگاه ورزشی زمالک اشاره کرد.
وی همچنین در تیم ملی فوتبال مصر بازی کرده است.